# Víctor Muñoz
Víctor Muñoz Manrique, noto semplicemente come Víctor (Saragozza, 15 marzo 1957), è un allenatore di calcio ed ex calciatore spagnolo, di ruolo centrocampista.

## Carriera

### Giocatore

#### Club

Víctor (a destra) al Barcellona, in contrasto sullo juventino Pacione durante i quarti di finale della Coppa dei Campioni 1985-1986.

Iniziò la carriera nella squadra della sua città, il Real Saragozza, unendosi alla filiale del Deportivo Aragón all'età di 18 anni..
Giocò al Real Saragozza fino al luglio 1981, anno in cui venne ceduto al Barcellona
Nel 1988 lasciò la Spagna per una breve parentesi nel club ligure della Sampdoria. A Genova ritrovò Boskov, già incontrato come allenatore al Real Saragozza.
Nella prima stagione alla Sampdoria, Victor contribuì alla vittoria di una Coppa Italia (da menzionare l'assist per Vialli in occasione del primo gol della finale di ritorno contro il Napoli, terminata con il risultato di 4-0), perdendo la Coppa delle Coppe contro la sua ex squadra, il Barcellona.
Nella stagione 1989-1990 la Sampdoria arrivò nuovamente in finale di Coppa delle Coppe, questa volta battendo in finale a Göteborg i belgi dell'Anderlecht, con il risultato di 2-0 dopo i tempi supplementari.
Nella stagione 1990-1991 lasciò la Sampdoria e si unì alla squadra scozzese del St. Mirren, dove raggiunse Steve Archibald, suo ex compagno di squadra al Barcellona.
Nelle fasi finali della stagione, il trentaquattrenne Muñoz fu richiamato al Real Saragozza dal presidente José Ángel Zalba per sostenere la squadra e il giovane allenatore Víctor Fernández, che era appena stato promosso dalla squadra filiale per affrontare una dura lotta per non retrocedere e aveva solo 31 anni di età. Con la sua esperienza, Muñoz aiutò gli aragonesi a evitare la retrocessione, vincendo lo spareggio interdivisionale contro la Real Murcia, e alla fine di questa tappa si ritirò definitivamente dal calcio giocato..

#### Nazionale
Víctor, nome con cui era noto durante la sua carriera calcistica, giocò con la Spagna dal 1981 al 1988, collezionando 60 presenze e 3 reti. Non fu convocabile ai Mondiali in Spagna del 1982 a causa di un infortunio al metatarso, subito nel mese di maggio in un derby contro il Real Madrid. Successivamente fu convocato con regolarità dal commissario tecnico Miguel Muñoz.
Prese parte ai campionati europei del 1984 in Francia arrivando al secondo posto e al Campionato europeo di calcio 1988 giocato in Germania. Prese parte anche alla spedizione della Spagna per la Coppa del Mondo 1986, dove tuttavia la nazionale iberica non riuscì ad andare oltre i quarti di finale.

### Allenatore
Annunciato il ritiro dal calcio giocato, Víctor intraprese la carriera di allenatore guidando diverse squadre spagnole come Maiorca, SD Logroñés, Villareal fino al ritorno al Real Saragozza, squadra in cui aveva militato da calciatore dal 1976 al 1981. Con il club Aragonese conquistò la Coppa del Re e la Supercoppa di Spagna con conseguente qualificazione per la Coppa UEFA 2004-2005, nella quale raggiunse i sedicesimi di finale per poi essere eliminato dal club turco del Fenerbahçe.
Nel 2006 è stato l'allenatore del Panathinaikos, dopodiché è tornato in Spagna nelle file del Recreativo Huelva fino al febbraio 2008. La stagione successiva diventa l'allenatore del Getafe sostituito nell'aprile 2009 dall'ex centrocampista madrilegno Míchel.
Dopo un periodo di inattività nel dicembre 2010 firma un contratto con il Terek Groznyj, club che milita nella Prem'er-Liga, tuttavia l'avventura russa di Víctor è breve, infatti nel gennaio 2011 viene sostituito dall'olandese Ruud Gullit. Il 13 dicembre 2012 firma con il Sion. Il 23 febbraio 2013, con la squadra al quarto posto in campionato a 9 punti dalla vetta, viene esonerato dopo la sconfitta esterna per 4-0 contro il Thun.
Il 19 marzo 2014 torna ad allenare il Real Saragozza, che a distanza di dieci anni è sprofondato in una crisi sportiva e si trova al dodicesimo posto in classifica in Segunda División spagnola.. Muñoz subentra a Paco Herrera. Chiude il campionato al quattordicesimo posto.
Resta alla guida del Real Saragozza anche nella stagione successiva, con il club che si trova in grandi difficoltà economiche e societarie. Viene esonerato alla 15a giornata dopo una sconfitta per 2-0 contro il CD Numancia, con il club all'ottavo posto in classifica.
Nel 2018 partecipa a un progetto sportivo promosso dall'Università di Hebei, in Cina, insieme al connazionale Pichi Alonso, con l'obiettivo di sviluppare il calcio giovanile cinese, esportando metodi utilizzati dal Barcellona. Tuttavia rientrò dopo un solo anno a causa di divergenze con i dirigenti locali.

## Statistiche

### Cronologia presenze e reti in nazionale
| Cronologia completa delle presenze e delle reti in nazionale ― Spagna | Cronologia completa delle presenze e delle reti in nazionale ― Spagna | Cronologia completa delle presenze e delle reti in nazionale ― Spagna | Cronologia completa delle presenze e delle reti in nazionale ― Spagna | Cronologia completa delle presenze e delle reti in nazionale ― Spagna | Cronologia completa delle presenze e delle reti in nazionale ― Spagna | Cronologia completa delle presenze e delle reti in nazionale ― Spagna | Cronologia completa delle presenze e delle reti in nazionale ― Spagna |
| Data                                                                  | Città                                                                 | In casa                                                               | Risultato                                                             | Ospiti                                                                | Competizione                                                          | Reti                                                                  | Note                                                                  |
| --------------------------------------------------------------------- | --------------------------------------------------------------------- | --------------------------------------------------------------------- | --------------------------------------------------------------------- | --------------------------------------------------------------------- | --------------------------------------------------------------------- | --------------------------------------------------------------------- | --------------------------------------------------------------------- |
| 25-3-1981                                                             | Londra                                                                | Inghilterra                                                           | 1 – 2                                                                 | Spagna                                                                | Amichevole                                                            | -                                                                     | 68’                                                                   |
| 15-4-1981                                                             | Valencia                                                              | Spagna                                                                | 0 – 3                                                                 | Ungheria                                                              | Amichevole                                                            | -                                                                     | 61’                                                                   |
| 20-6-1981                                                             | Porto                                                                 | Portogallo                                                            | 2 – 0                                                                 | Spagna                                                                | Amichevole                                                            | -                                                                     |                                                                       |
| 23-6-1981                                                             | Città del Messico                                                     | Messico                                                               | 1 – 3                                                                 | Spagna                                                                | Amichevole                                                            | -                                                                     | 57’                                                                   |
| 23-9-1981                                                             | Vienna                                                                | Austria                                                               | 0 – 0                                                                 | Spagna                                                                | Amichevole                                                            | -                                                                     |                                                                       |
| 14-10-1981                                                            | Valencia                                                              | Spagna                                                                | 3 – 0                                                                 | Lussemburgo                                                           | Amichevole                                                            | -                                                                     |                                                                       |
| 18-11-1981                                                            | Łódź                                                                  | Polonia                                                               | 2 – 3                                                                 | Spagna                                                                | Amichevole                                                            | -                                                                     | 62’ 67’                                                               |
| 16-12-1981                                                            | Valencia                                                              | Spagna                                                                | 2 – 0                                                                 | Belgio                                                                | Amichevole                                                            | -                                                                     |                                                                       |
| 24-2-1982                                                             | Siviglia                                                              | Spagna                                                                | 3 – 0                                                                 | Scozia                                                                | Amichevole                                                            | 1                                                                     | 55’                                                                   |
| 17-11-1982                                                            | Dublino                                                               | Irlanda                                                               | 3 – 3                                                                 | Spagna                                                                | Qual. Euro 1984                                                       | 1                                                                     |                                                                       |
| 16-2-1983                                                             | Siviglia                                                              | Spagna                                                                | 1 – 0                                                                 | Paesi Bassi                                                           | Qual. Euro 1984                                                       | -                                                                     |                                                                       |
| 27-4-1983                                                             | Saragozza                                                             | Spagna                                                                | 2 – 0                                                                 | Irlanda                                                               | Qual. Euro 1984                                                       | -                                                                     | 46’                                                                   |
| 15-5-1983                                                             | Ta' Qali                                                              | Malta                                                                 | 2 – 3                                                                 | Spagna                                                                | Qual. Euro 1984                                                       | -                                                                     |                                                                       |
| 29-5-1983                                                             | Reykjavík                                                             | Islanda                                                               | 0 – 1                                                                 | Spagna                                                                | Qual. Euro 1984                                                       | -                                                                     | 29’                                                                   |
| 21-12-1983                                                            | Siviglia                                                              | Spagna                                                                | 12 – 1                                                                | Malta                                                                 | Qual. Euro 1984                                                       | -                                                                     |                                                                       |
| 29-2-1984                                                             | Lussemburgo                                                           | Lussemburgo                                                           | 0 – 1                                                                 | Spagna                                                                | Amichevole                                                            | -                                                                     | 46’                                                                   |
| 11-4-1984                                                             | Valencia                                                              | Spagna                                                                | 2 – 1                                                                 | Danimarca                                                             | Amichevole                                                            | -                                                                     |                                                                       |
| 26-5-1984                                                             | Ginevra                                                               | Svizzera                                                              | 0 – 4                                                                 | Spagna                                                                | Amichevole                                                            | -                                                                     |                                                                       |
| 31-5-1984                                                             | Budapest                                                              | Ungheria                                                              | 1 – 1                                                                 | Spagna                                                                | Amichevole                                                            | -                                                                     |                                                                       |
| 7-6-1984                                                              | La Línea de la Concepción                                             | Spagna                                                                | 0 – 1                                                                 | Jugoslavia                                                            | Amichevole                                                            | -                                                                     |                                                                       |
| 14-6-1984                                                             | Saint-Étienne                                                         | Spagna                                                                | 1 – 1                                                                 | Romania                                                               | Euro 1984 - 1º turno                                                  | -                                                                     |                                                                       |
| 17-6-1984                                                             | Marsiglia                                                             | Portogallo                                                            | 1 – 1                                                                 | Spagna                                                                | Euro 1984 - 1º turno                                                  | -                                                                     |                                                                       |
| 20-6-1984                                                             | Parigi                                                                | Spagna                                                                | 1 – 0                                                                 | Germania Ovest                                                        | Euro 1984 - 1º turno                                                  | -                                                                     |                                                                       |
| 24-6-1984                                                             | Montpellier                                                           | Spagna                                                                | 1 – 1 dts (5 – 4 dtr)                                                 | Danimarca                                                             | Euro 1984 - Semifinale                                                | -                                                                     |                                                                       |
| 27-6-1984                                                             | Parigi                                                                | Francia                                                               | 2 – 0                                                                 | Spagna                                                                | Euro 1984 - Finale                                                    | -                                                                     |                                                                       |
| 17-10-1984                                                            | Siviglia                                                              | Spagna                                                                | 3 – 0                                                                 | Galles                                                                | Qual. Mondiali 1986                                                   | -                                                                     |                                                                       |
| 14-11-1984                                                            | Glasgow                                                               | Scozia                                                                | 3 – 1                                                                 | Spagna                                                                | Qual. Mondiali 1986                                                   | -                                                                     |                                                                       |
| 27-3-1985                                                             | Palma di Maiorca                                                      | Spagna                                                                | 0 – 0                                                                 | Irlanda del Nord                                                      | Amichevole                                                            | -                                                                     | 46’                                                                   |
| 30-4-1985                                                             | Swansea                                                               | Galles                                                                | 3 – 0                                                                 | Spagna                                                                | Qual. Mondiali 1986                                                   | -                                                                     |                                                                       |
| 26-5-1985                                                             | Cork                                                                  | Irlanda                                                               | 0 – 0                                                                 | Spagna                                                                | Amichevole                                                            | -                                                                     |                                                                       |
| 12-6-1985                                                             | Reykjavík                                                             | Islanda                                                               | 1 – 2                                                                 | Spagna                                                                | Qual. Mondiali 1986                                                   | -                                                                     |                                                                       |
| 25-9-1985                                                             | Siviglia                                                              | Spagna                                                                | 2 – 1                                                                 | Islanda                                                               | Qual. Mondiali 1986                                                   | -                                                                     |                                                                       |
| 20-11-1985                                                            | Saragozza                                                             | Spagna                                                                | 0 – 0                                                                 | Austria                                                               | Amichevole                                                            | -                                                                     | 46’                                                                   |
| 18-12-1985                                                            | Saragozza                                                             | Spagna                                                                | 2 – 0                                                                 | Bulgaria                                                              | Amichevole                                                            | -                                                                     | cap.                                                                  |
| 22-1-1986                                                             | Las Palmas                                                            | Spagna                                                                | 2 – 0                                                                 | Unione Sovietica                                                      | Amichevole                                                            | -                                                                     | cap.                                                                  |
| 19-2-1986                                                             | Elche                                                                 | Spagna                                                                | 3 – 0                                                                 | Belgio                                                                | Amichevole                                                            | -                                                                     |                                                                       |
| 1-6-1986                                                              | Guadalajara                                                           | Spagna                                                                | 0 – 1                                                                 | Brasile                                                               | Mondiali 1986 - 1º turno                                              | -                                                                     |                                                                       |
| 7-6-1986                                                              | Zapopan                                                               | Irlanda del Nord                                                      | 1 – 2                                                                 | Spagna                                                                | Mondiali 1986 - 1º turno                                              | -                                                                     | 54’                                                                   |
| 12-6-1986                                                             | Monterrey                                                             | Algeria                                                               | 0 – 3                                                                 | Spagna                                                                | Mondiali 1986 - 1º turno                                              | -                                                                     |                                                                       |
| 18-6-1986                                                             | Santiago de Querétaro                                                 | Danimarca                                                             | 1 – 5                                                                 | Spagna                                                                | Mondiali 1986 - Ottavi di finale                                      | -                                                                     |                                                                       |
| 22-6-1986                                                             | Puebla de Zaragoza                                                    | Belgio                                                                | 1 – 1 dts (5 – 4 dtr)                                                 | Spagna                                                                | Mondiali 1986 - Quarti di finale                                      | -                                                                     |                                                                       |
| 24-9-1986                                                             | Gijón                                                                 | Spagna                                                                | 3 – 0                                                                 | Grecia                                                                | Amichevole                                                            | 1                                                                     |                                                                       |
| 15-10-1986                                                            | Hannover                                                              | Germania Ovest                                                        | 2 – 2                                                                 | Spagna                                                                | Amichevole                                                            | -                                                                     | Ammonizione                                                           |
| 12-11-1986                                                            | Siviglia                                                              | Spagna                                                                | 1 – 0                                                                 | Romania                                                               | Qual. Euro 1988                                                       | -                                                                     |                                                                       |
| 3-12-1986                                                             | Tirana                                                                | Albania                                                               | 1 – 2                                                                 | Spagna                                                                | Qual. Euro 1988                                                       | -                                                                     |                                                                       |
| 21-1-1987                                                             | Barcellona                                                            | Spagna                                                                | 1 – 1                                                                 | Paesi Bassi                                                           | Amichevole                                                            | -                                                                     |                                                                       |
| 18-2-1987                                                             | Madrid                                                                | Spagna                                                                | 2 – 4                                                                 | Inghilterra                                                           | Amichevole                                                            | -                                                                     |                                                                       |
| 1-4-1987                                                              | Vienna                                                                | Austria                                                               | 2 – 3                                                                 | Spagna                                                                | Qual. Euro 1988                                                       | -                                                                     |                                                                       |
| 29-4-1987                                                             | Bucarest                                                              | Romania                                                               | 3 – 1                                                                 | Spagna                                                                | Qual. Euro 1988                                                       | -                                                                     |                                                                       |
| 23-9-1987                                                             | Madrid                                                                | Spagna                                                                | 2 – 0                                                                 | Lussemburgo                                                           | Amichevole                                                            | -                                                                     | 46’                                                                   |
| 14-10-1987                                                            | Siviglia                                                              | Spagna                                                                | 2 – 0                                                                 | Austria                                                               | Qual. Euro 1988                                                       | -                                                                     |                                                                       |
| 18-11-1987                                                            | Siviglia                                                              | Spagna                                                                | 5 – 0                                                                 | Albania                                                               | Qual. Euro 1988                                                       | -                                                                     | cap.                                                                  |
| 27-1-1988                                                             | Valencia                                                              | Spagna                                                                | 0 – 0                                                                 | Germania Est                                                          | Amichevole                                                            | -                                                                     | cap.                                                                  |
| 24-2-1988                                                             | Malaga                                                                | Spagna                                                                | 1 – 2                                                                 | Cecoslovacchia                                                        | Amichevole                                                            | -                                                                     | cap.                                                                  |
| 27-4-1988                                                             | Madrid                                                                | Spagna                                                                | 0 – 0                                                                 | Scozia                                                                | Amichevole                                                            | -                                                                     |                                                                       |
| 1-6-1988                                                              | Salamanca                                                             | Spagna                                                                | 1 – 3                                                                 | Svezia                                                                | Amichevole                                                            | -                                                                     | 82’                                                                   |
| 5-6-1988                                                              | Basilea                                                               | Svizzera                                                              | 1 – 1                                                                 | Spagna                                                                | Amichevole                                                            | -                                                                     |                                                                       |
| 11-6-1988                                                             | Hannover                                                              | Spagna                                                                | 3 – 2                                                                 | Danimarca                                                             | Euro 1988 - 1º turno                                                  | -                                                                     | 48’                                                                   |
| 14-6-1988                                                             | Francoforte                                                           | Italia                                                                | 1 – 0                                                                 | Spagna                                                                | Euro 1988 - 1º turno                                                  | -                                                                     |                                                                       |
| 17-6-1988                                                             | Monaco di Baviera                                                     | Germania Ovest                                                        | 2 – 0                                                                 | Spagna                                                                | Euro 1988 - 1º turno                                                  | -                                                                     |                                                                       |
| Totale                                                                |                                                                       | Presenze                                                              | 60                                                                    |                                                                       | Reti                                                                  | 3                                                                     |                                                                       |

## Statistiche

### Statistiche da allenatore
Statistiche aggiornate al 20 agosto 2024.
| Stagione              | Squadra               | Campionato            | Campionato | Campionato | Campionato | Campionato | Coppe nazionali | Coppe nazionali | Coppe nazionali | Coppe nazionali | Coppe nazionali | Coppe continentali | Coppe continentali | Coppe continentali | Coppe continentali | Coppe continentali | Altre coppe | Altre coppe | Altre coppe | Altre coppe | Altre coppe | Totale | Totale | Totale | Totale | % Vittorie | Piazzamento   |
| Stagione              | Squadra               | Comp                  | G          | V          | N          | P          | Comp            | G               | V               | N               | P               | Comp               | G                  | V                  | N                  | P                  | Comp        | G           | V           | N           | P           | G      | V      | N      | P      | %          | Piazzamento   |
| --------------------- | --------------------- | --------------------- | ---------- | ---------- | ---------- | ---------- | --------------- | --------------- | --------------- | --------------- | --------------- | ------------------ | ------------------ | ------------------ | ------------------ | ------------------ | ----------- | ----------- | ----------- | ----------- | ----------- | ------ | ------ | ------ | ------ | ---------- | ------------- |
| gen.-giu. 1996        | Maiorca               | SD                    | 17+2       | 11+1       | 6+0        | 0+1        | CR              | -               | -               | -               | -               | -                  | -                  | -                  | -                  | -                  | -           | -           | -           | -           | -           | 19     | 12     | 6      | 1      | 63,16      | Sub. 3°       |
| 1996-apr. 1997        | Maiorca               | SD                    | 32         | 17         | 9          | 6          | CR              | 4               | 3               | 0               | 1               | -                  | -                  | -                  | -                  | -                  | -           | -           | -           | -           | -           | 36     | 20     | 9      | 7      | 55,56      | Eson.         |
| Totale Maiorca        | Totale Maiorca        | Totale Maiorca        | 51         | 29         | 15         | 7          |                 | 4               | 3               | 0               | 1               |                    |                    |                    |                    |                    |             |             |             |             |             | 55     | 32     | 15     | 8      | 58,18      |               |
| ago.-dic. 1997        | CD Logroñés           | SD                    | 19         | 2          | 8          | 9          | CR              | 2               | 0               | 0               | 2               | -                  | -                  | -                  | -                  | -                  | -           | -           | -           | -           | -           | 21     | 2      | 8      | 11     | &9,52      | Eson.         |
| mar.-giu. 1999        | UE Lleida             | SD                    | 15         | 5          | 4          | 6          | CR              | -               | -               | -               | -               | -                  | -                  | -                  | -                  | -                  | -           | -           | -           | -           | -           | 15     | 5      | 4      | 6      | 33,33      | Sub. 11°      |
| 1999-2000             | UE Lleida             | SD                    | 42         | 18         | 9          | 15         | CR              | 6               | 1               | 3               | 2               | -                  | -                  | -                  | -                  | -                  | -           | -           | -           | -           | -           | 48     | 19     | 12     | 17     | 39,58      | 5°            |
| Totale UE Lleida      | Totale UE Lleida      | Totale UE Lleida      | 57         | 23         | 13         | 21         |                 | 6               | 1               | 3               | 2               |                    |                    |                    |                    |                    |             |             |             |             |             | 63     | 24     | 16     | 23     | 38,10      |               |
| 2000-2001             | Villarreal            | PD                    | 38         | 16         | 9          | 13         | CR              | 2               | 1               | 1               | 0               | -                  | -                  | -                  | -                  | -                  | -           | -           | -           | -           | -           | 40     | 17     | 10     | 13     | 42,50      | 7°            |
| 2001-2002             | Villarreal            | PD                    | 38         | 11         | 10         | 17         | CR              | 6               | 3               | 1               | 2               | -                  | -                  | -                  | -                  | -                  | -           | -           | -           | -           | -           | 44     | 14     | 11     | 19     | 31,82      | 15°           |
| lug.-set. 2002        | Villarreal            | PD                    | 1          | 0          | 1          | 0          | CR              | 1               | 0               | 0               | 1               | Int.               | 8                  | 3                  | 3                  | 2                  | -           | -           | -           | -           | -           | 10     | 3      | 4      | 3      | 30,00      | Eson.         |
| Totale Villarreal     | Totale Villarreal     | Totale Villarreal     | 77         | 27         | 20         | 30         |                 | 9               | 4               | 2               | 2               |                    | 8                  | 3                  | 3                  | 2                  |             |             |             |             |             | 94     | 34     | 25     | 34     | 36,17      |               |
| gen.-mag. 2004        | Real Saragozza        | PD                    | 18         | 8          | 4          | 6          | CR              | 5               | 2               | 3               | 0               | -                  | -                  | -                  | -                  | -                  | -           | -           | -           | -           | -           | 23     | 10     | 7      | 6      | 43,48      | Sub. 12°      |
| 2004-2005             | Real Saragozza        | PD                    | 38         | 14         | 8          | 16         | CR              | 1               | 0               | 0               | 1               | CU                 | 10                 | 6                  | 3                  | 1                  | SS          | 2           | 1           | 0           | 1           | 51     | 21     | 11     | 19     | 41,18      | 12°           |
| 2005-2006             | Real Saragozza        | PD                    | 38         | 10         | 16         | 12         | CR              | 9               | 3               | 3               | 3               | -                  | -                  | -                  | -                  | -                  | -           | -           | -           | -           | -           | 47     | 13     | 19     | 15     | 27,66      | 11°           |
| ott. 2006-2007        | Panathīnaïkos         | SLE                   | 24         | 12         | 5          | 7          | KE              | 8               | 3               | 3               | 2               | CU                 | 6                  | 2                  | 2                  | 2                  | -           | -           | -           | -           | -           | 38     | 17     | 10     | 11     | 44,74      | Sub. 3°       |
| 2007-feb. 2008        | Recreativo Huelva     | PD                    | 22         | 5          | 7          | 10         | CR              | 4               | 2               | 1               | 1               | -                  | -                  | -                  | -                  | -                  | -           | -           | -           | -           | -           | 26     | 7      | 8      | 11     | 26,92      | Eson.         |
| 2008-apr. 2009        | Getafe                | PD                    | 33         | 8          | 10         | 15         | CR              | 2               | 0               | 1               | 1               | -                  | -                  | -                  | -                  | -                  | -           | -           | -           | -           | -           | 35     | 8      | 11     | 16     | 22,86      | Eson.         |
| set. 2011-gen. 2012   | Neuchâtel Xamax       | SL                    | 11         | 6          | 2          | 3          | CS              | 2               | 1               | 0               | 1               | -                  | -                  | -                  | -                  | -                  | -           | -           | -           | -           | -           | 13     | 7      | 2      | 4      | 53,85      | Sub. Risoluz. |
| feb. 2013             | Sion                  | SL                    | 3          | 1          | 0          | 2          | CS              | 1               | 1               | 0               | 0               | -                  | -                  | -                  | -                  | -                  | -           | -           | -           | -           | -           | 4      | 2      | 0      | 2      | 50,00      | Sub. eson.    |
| mar.-giu. 2014        | Real Saragozza        | SD                    | 12         | 3          | 5          | 4          | CR              | -               | -               | -               | -               | -                  | -                  | -                  | -                  | -                  | -           | -           | -           | -           | -           | 12     | 3      | 5      | 4      | 25,00      | Sub. 14°      |
| ago.-nov. 2014        | Real Saragozza        | SD                    | 14         | 5          | 5          | 4          | CR              | 1               | 0               | 0               | 1               | -                  | -                  | -                  | -                  | -                  | -           | -           | -           | -           | -           | 15     | 5      | 5      | 5      | 33,33      | Eson.         |
| Totale Real Saragozza | Totale Real Saragozza | Totale Real Saragozza | 120        | 40         | 38         | 42         |                 | 16              | 5               | 6               | 5               |                    | 10                 | 6                  | 3                  | 1                  |             | 2           | 1           | 0           | 1           | 148    | 54     | 49     | 49     | 36,49      |               |
| Totale carriera       | Totale carriera       | Totale carriera       | 417        | 153        | 118        | 146        |                 | 54              | 20              | 16              | 18              |                    | 24                 | 11                 | 8                  | 5                  |             | 2           | 1           | 0           | 1           | 497    | 185    | 142    | 170    | 37,22      |               |

## Palmarès

### Giocatore

#### Competizioni nazionali
- Segunda División: 1

Real Saragozza: 1977-1978
- Coppa di Spagna: 2

Barcellona: 1982-1983, 1987-1988
- Coppa della Liga: 2

Barcellona: 1982-1983, 1985-1986
- Supercoppa di Spagna: 1

Barcellona: 1983
- Campionato spagnolo: 1

Barcellona: 1984-1985
- Coppa Italia: 1

Sampdoria: 1988-1989

#### Competizioni internazionali
- Coppa delle Coppe: 2

Barcellona: 1981-1982
Sampdoria: 1989-1990

### Allenatore
- Coppa di Spagna: 1

Real Saragozza: 2003-2004
- Supercoppa di Spagna: 1

Real Saragozza: 2004